# Diecezja Saint Paul w Albercie
Diecezja Saint Paul w Albercie – diecezja Kościoła rzymskokatolickiego w metropolii Edmonton w Kanadzie. Swym zasięgiem obejmuje środkowo-wschodnią część świeckiej prowincji Alberta.

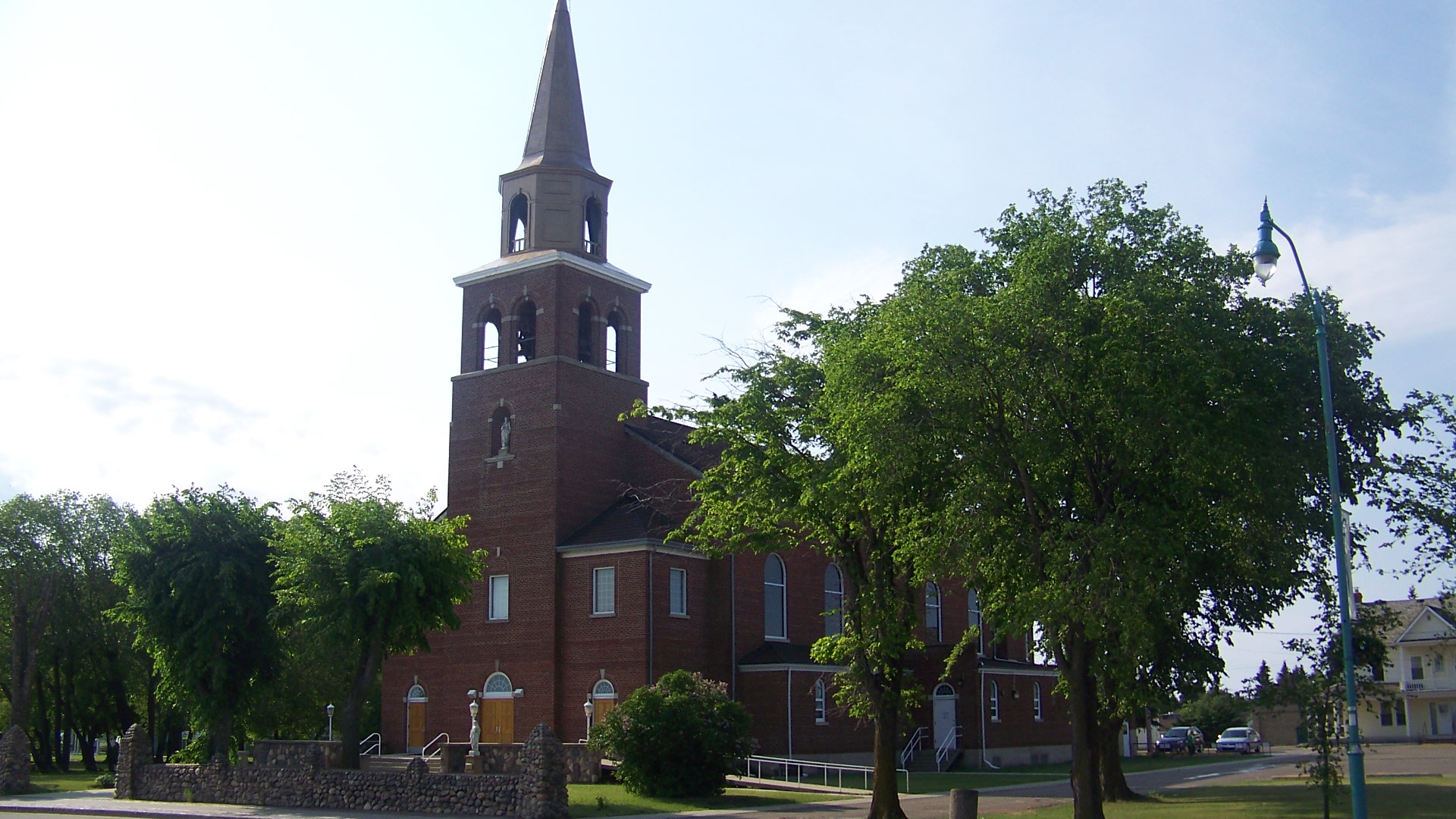
Katedra diecezjalna

## Historia
Diecezja została kanonicznie erygowana 17 lipca 1948 roku przez papieża Piusa XII. Wyodrębniono ją z archidiecezji Edmonton. Obecnym ordynariuszem jest kapłan pochodzący z archidiecezji Edmonton Paul Terrio.

## Ordynariusze
- Maurice Baudoux (1948–1952)
- Philip Lussier (1952–1968)
- Edouard Gagnon (1969–1972)
- Raymond Roy (1972–1997)
- Thomas Collins (1997–1999)
- Luc Bouchard (2001–2012)
- Paul Terrio (2012–2022)
- Gary Franken (od 2022)